# Herne Bay
Herne Bay è una stazione balneare di 35 188 abitanti della contea del Kent, in Inghilterra.

## Amministrazione

### Gemellaggi
- Wimereux, Francia
- Waltrop, Germania

## Sport
Ha ospitato i campionati europei di hockey su pista del 1926.